# Toquián Chiquito
Toquián Chiquito är en ort i Mexiko.   Den ligger i kommunen Tapachula och delstaten Chiapas, i den sydöstra delen av landet, 900 km sydost om huvudstaden Mexico City. Toquián Chiquito ligger 809 meter över havet och antalet invånare är 189.
Terrängen runt Toquián Chiquito är kuperad åt sydväst, men åt nordost är den bergig. Runt Toquián Chiquito är det ganska tätbefolkat, med 179 invånare per kvadratkilometer. Närmaste större samhälle är Huixtla, 19,0 km väster om Toquián Chiquito. I omgivningarna runt Toquián Chiquito växer i huvudsak städsegrön lövskog.